# 71 Dywizja Strzelecka (ZSRR)
71 Toruńska Dywizja Strzelecka odznaczona orderem Czerwonego Sztandaru (ros. 71-я стрелковая Тору́ньская Краснознамённая дивизия) – związek taktyczny (dywizja) Armii Czerwonej.
Po raz pierwszy sformowana w 1934.
Po raz drugi sformowana w marcu 1940 w Pietrozawodsku jako Specjalna Dywizja Karelska (?) na bazie Fińskiej Armii Ludowej, w jej skład wchodzili radzieccy Finowie i Karelowie. 10 czerwca 1940 przemianowano ją na 71 Dywizję Strzelecką i dokompletowano personelem 18 Dywizji Strzeleckiej, rozbitej podczas kampanii fińskiej. W czasie wojny zimowej dywizja nie brała udziału w działaniach wojennych. Do maja 1941 dowództwo dywizji znajdowało się w Pietrozawodsku, na początku lata 1941 jednostki i formacje dywizji zostały wprowadzone do osad graniczących z regionami Finlandii. Siedzibę dywizji przeniesiono do Soanlahti.
Na początku wojny z Niemcami 71 Dywizja Strzelecka w składzie 7 Armii Okręgu Leningradzkiego broniła rozległego pasa w regionie Vartsel-Kuolismaa o długości ponad 100 km, na południowym odcinku granicy z Finlandią. Prawe skrzydło zajmował 126 pułk strzelecki (dowódca major Valli VI), obejmujący kierunek Porosozerskoje - Miedwieżogorsk. Centralny sektor obrony w rejonie Korpisielki zajmował 52 pułk strzelecki (dowódca pułkownik Birman M.Ya.), a na lewym skrzydle 367 pułk strzelecki (dowódca mjr Litwinow F.I.).
Z półkami strzeleckimi rozmieszczono bataliony dwóch pułków artylerii, 230. i 237. (230 pułkiem artylerii dowodził Budanow), a także 133 batalion przeciwpancerny, 271 samodzielny batalion artylerii przeciwlotniczej, jednostki saperów i rozpoznania, a także batalion łączności dowodzony przez Czadowa, 69 batalion medyczny, batalion samochodowy i jednostkę zaopatrzeniową. Później w skład dywizji wszedł rezerwowy 131 pułk strzelecki, również utworzony w mieście Pietrozawodsk.
Przed frontem dywizji znajdowały się jednostki wroga wchodzące w skład Karelskiej Armii Finlandii.
Dywizją dowodzili:
- A.M. Antilla (1940 -?), generał dywizji;
- Wasilij Fiodorow (1.02.1941 - 23.08.1941), pułkownik;
- Michaił Piepielajew (25.08.1941 - 01.02.1942), pułkownik (zmarł 01.03.1943 z powodu choroby, pochowany w Wołchowie, z książki "Военные кадры в ВОВ" („Kadry wojskowe w wielkiej wojnie ojczyźnianej”), 1963);
- Wasilij Trunin (07.05.1944 - 28.07.1944), pułkownik;
- Wasilij Fiodorow (1.03.1942 - 1.05.1943), pułkownik;
- Nikifor Zamirowski (01.06.1943 - 11.11.1943), generał dywizji;
- Nikołaj Bielajew (11/22/1943 - 07.04.1944), pułkownik;
- Nikołaj Bielajew (08.06.1944 - 05.09.1945), pułkownik[1].

Dywizja uczestniczyła w przełamaniu blokady Leningradu i odbiciu Ukrainy. Przerzucona do Polski, zajęła Modlin, Toruń i Chojnice. Wojnę zakończyła w Przęsławiu w Brandenburgii.